# Бабаджанов, Ятим
Ятим Бабаджанов (узб. Yatim Bobojonov; 1904—1956) — узбекский советский театральный режиссёр и актёр, педагог. Народный артист Узбекской ССР (1943). Один из основоположников советского узбекского театра.

## Биография
Дебютировал на театральной сцене Театра им. К. Маркса (ныне Узбекский национальный академический драматический театр) в 1920 году. Сначала играл различные роли — от героических до женских комедийных.
В 1924—1927 годах учился в Москве в узбекской драматической студии системе К. С. Станиславского, по окончании которой становится актёром и режиссёром Ташкентского театра им. Хамзы.
Один из организаторов в мае 1929 года Республиканского театра юного зрителя Узбекистана.
Режиссёрскую деятельность начал в 1929 году в Узбекском ТЮЗе, в 1931—1932 годах — работал в Бухарском узбекском театре драмы и комедии, в 1943—1946 — художественный руководитель Янги-Юльского узбекского театра. В 1946—1948 был главным режиссёром Узбекского театра им. Ташсовета (Ташкент). С 1948 года — снова в Театре им. Хамзы.
Вёл педагогическую работу в Ташкентском театрально-художественном институте и других учебных заведениях (1950—1956).

## Избранные театральные роли
- Тарталья («Принцесса Турандот» Гоцци),
- Бригелла («Слуга двух господ» Гольдони),
- Караваев («Мятеж» по Д. Фурманову).

## Избранные режиссёрские работы
- «Маска сорвана» З. Футхуллина (1934),
- «Предатели» З. Футхуллина (1934),
- «Разгром» К. Яшена (1934),
- «Коварство и любовь» Ф. Шиллер (1936),
- «Бай и батрак» Хамзы (1939),
- «Человек с ружьём» Н. Погодина (1940)
- «Заря Востока» Н. Сафарова (1951).

## Избранная фильмография
- 1937 — Клятва[1] — Курбан-бай

## Награды
- Орден Ленина (1945)
- Орден Трудового Красного Знамени (1937)
- Орден Знак Почёта (31.05.1937) — за выдающиеся заслуги в деле развития узбекского музыкального и танцевального искусства[2]